# フランシス・ハーバート・ブラッドリー
フランシス・ハーバート・ブラッドリー（Francis Herbert Bradley, 1846年1月30日 - 1924年9月18日）は、イギリスの理想主義哲学者。代表作は『現象と実在（Appearance and Reality）』（1893年）。

## 生涯
ブラッドリーはイギリス・サリーのクラパム（現・グレーター・ロンドン）に生まれた。父は福音主義の牧師チャールズ・ブラッドリーで、母はチャールズの二人目の妻であったエマ・リントン。英文学者のアンドリュー・ブラッドリーは弟である。チェルトナム・カレッジとマールボロ・カレッジで教育を受け、10代の頃にイマヌエル・カントの『純粋理性批判』を読んだ。1865年、オックスフォード大学ユニヴァーシティ・カレッジに進学。1870年、オックスフォード大学マートン・カレッジのフェローに選ばれ、1924年に亡くなるまでその地位にあった。現在、ブラッドリーはオックスフォード大学のホーリーウェル墓地に眠っている。
生涯を通じて、ブラッドリーは哲学者として尊敬を集め、名誉学位を幾つも授与された。イギリスの哲学者としては史上初めてメリット勲章を贈られた。マートン・カレッジでのフェローの職務には教育義務が含まれていなかったので、執筆活動を自由に行うことができた。ブラッドリーは非－多元論的な哲学で知られている。論理学、形而上学、倫理学の区分を超越し、一元論的に統一することを目指すと同時に、一元論と絶対的観念論を融合した世界観を支持したのである。ブラッドリーはヘーゲル主義者を自称しなかったが、彼独特の哲学はヘーゲルの弁証法から触発されており、またその要素を含みこむものであった。

## 哲学
ブラッドリーは、ジョン・ロック、デイヴィッド・ヒューム、ジョン・スチュアート・ミルに代表されるイギリス哲学の功利主義的・経験主義的な傾向を拒絶した。ブラッドリーはイギリス理想主義という哲学運動の代表的人物として知られており、カントとドイツ観念論哲学者、すなわちフィヒテ、フリードリヒ・シェリング、そしてヘーゲルから強い影響を受けた。ただし、ブラッドリーは自身がそうした影響を受けていることを軽視していた。
1909年、ブラッドリーは「真理と整合性について（On Truth and Coherence）」という論文を『Mind』誌に掲載し（論文集『Essays on Truth and Reality』に再録）、認識論におけるある種の不可謬主義的基礎付け主義（infallibilist foundationalism）を批判した。哲学者のロバート・スターンによれば、ブラッドリーはこの論文で整合主義を正当化の理論としてではなく、真理の基準もしくはテストとして擁護している。

## 道徳哲学
ブラッドリーの道徳についての見解は、功利主義倫理学で想定されている自己という観念に対する批判を行うという意図に貫かれていた。彼にとっての中心的な問いとは、「なぜ私は道徳的であらねばならないのか？」というものだった。
彼は個人主義に反対し、自己と道徳性は本質的に社会的なものであるという主張を擁護した。ブラッドリーによれば、我々の道徳的義務とは、理想的な「良き自己」を磨き、「悪しき自己」を退ける必要性に基づけられる。しかし、社会は道徳的生活、そして我々の理想的自己の実現要求の源には成り得ないことを、彼は認めていた。例えば、ある社会が内側からの道徳的改革を必要とするとき、その改革が基づくところの基準は、元々の社会には求められないので、どこか他のところからやって来ざるを得ない。
彼はこのことを十分に認めた上で、理想的自己は宗教によって実現されうると考えた。
彼の道徳理論における社会的自己という考えは、フィヒテ、ジョージ・ハーバート・ミード、そしてプラグマティズムと関連付けられる。また、リチャード・ローティや反個人主義的アプローチのような現代の理論とも親和性がある。

## 遺産
ブラッドリーの哲学的名声は死後急速に落ち込んだ。イギリス理想主義は1900年代にジョージ・エドワード・ムーアとバートランド・ラッセルによって実質的に葬り去られてしまったからである。また、アルフレッド・エイヤーの論理実証主義的な書物『言語・真理・論理』では、ブラッドリーの言明（例：「絶対者は進化・進展に参入するのであって、自らが進化・進展する能力をもつわけではない」）が実証主義的な検証主義原理の要求を満たしていないとして批判されたことがよく知られている。しかしながら、近年ではブラッドリーや他の理想主義哲学者の仕事への関心が英語圏で再興する兆しを見せている。
1914年、当時無名だった詩人・批評家のT・S・エリオットは、ハーバード大学哲学部にブラッドリーを主題とした博士論文（題名『F.H.ブラッドリーの哲学における認識と経験 （Knowledge and Experience in the Philosophy of F. H. Bradley）』）を提出した。ただし、第一次世界大戦が始まろうとする時期で情勢が不安定だったため、エリオットはハーバードに戻ることができず、口頭試問も受けられなかったので、結局学位が授与されることはなかった。

## 著書
- Ethical Studies, (1876), Oxford: Clarendon Press, 1927, 1988.
- The Presuppositions Of Critical History (1876), Chicago: Quadrangle Books, 1968.
- The Principles of Logic (1883), London: Oxford University Press, 1922. (Volume 1)/(Volume 2)
- Appearance and Reality (1893), London: S. Sonnenschein; New York: Macmillan. (1916 edition)
- Essays on Truth and Reality, Oxford: Clarendon Press, 1914.
- Collected Essays, vols. 1-2, Oxford: Clarendon Press, 1935.

## 日本語研究
- 村田俊一『T・S・エリオットの思索の断面　F・H・ブラッドリーとニコラウス・クザーヌス』弘前大学出版会、2014年
- 岡田弥生『「眼」から「薔薇」へ　F・H・ブラッドリー哲学から読み解くT・S・エリオットの自意識の変容』関西学院大学出版会、2018年